# Gródek (gromada w powiecie białostockim)
Gródek – dawna gromada, czyli najmniejsza jednostka podziału terytorialnego Polskiej Rzeczypospolitej Ludowej w latach 1954–1972.
Gromady, z gromadzkimi radami narodowymi (GRN) jako organami władzy najniższego stopnia na wsi, funkcjonowały od reformy reorganizującej administrację wiejską przeprowadzonej jesienią 1954 do momentu ich zniesienia z dniem 1 stycznia 1973, tym samym wypierając organizację gminną w latach 1954–1972.
Gromadę Gródek z siedzibą GRN w Gródku utworzono – jako jedną z 8759 gromad – w powiecie białostockim w woj. białostockim, na mocy uchwały nr 11/V WRN w Białymstoku z dnia 4 października 1954. W skład jednostki weszły obszary dotychczasowych gromad Gródek, Bielewicze, Straszewo, Mieleszki Wieś, Mieleszki Kolonia i Zarzeczany ze zniesionej gminy Gródek w tymże powiecie. Dla gromady ustalono 25 członków gromadzkiej rady narodowej.
31 grudnia 1959 do gromady Gródek przyłączono wsie Wiejki i Podozierany oraz obszar l.p. N-ctwa Waliły o pow. 1628,64 ha ze zniesionej gromady Wiejki.
1 stycznia 1969 do gromady Gródek przyłączono obszar zniesionej gromady Waliły-Stacja.
Gromada przetrwała do końca 1972 roku, czyli do kolejnej reformy gminnej. Z dniem 1 stycznia 1973 roku reaktywowano gminę Gródek.